# 痛印
痛印（いたいん）とは、日本の痛印専門ネット通信販売サイト「痛印堂」（いたいんどう）にて取り扱われる、キャラクターなどのイラストレーション（イラスト）を印面に彫った印章である。この名称は「痛車」などと同様「（見ために）痛い印鑑」に由来する。日本においては「痛印」を商標5531340号（区分40）及び5657602号（区分16）、「痛判子（いたはんこ）」を商標5594005号（区分40）としてe3paper合同会社（2015年7月1日付で社名をTOSYO株式会社へ改称）名義で登録されている。

## 概要
漫画作成ツール『コミPo!』用データの販売サイトなどを運営するe3paper合同会社が2012年6月16日に「痛印堂」を開設、従来は文字を中心としてきた印面に、イラストを描いた印章を提案したことが主にインターネット上で話題になった。痛印堂によれば、近年さまざまな「痛いグッズ」が登場する中、「日本に一つくらい痛い印鑑を専門としたはんこ屋があってもいいじゃない」との発想から生まれたとされる。銀行印にも使えることを述べたTwitterへの痛印堂の投稿は5500件以上リツイート（再配信）され、ビジュアルアーツ社長が業務提携したいと投稿する一幕もあったり、顧客一人につき1本の受注が通例の印章業界において一人で一度に複数本の注文や複数回に渡る注文をする客もいるなど異例の人気を得ているという。

## 特徴
購入者が申し込み時に添付したイラストなどの図案を印面に反映するオーダーメイドの印章だが、痛印堂における痛印は見た目によらず実用性を重視し、長年印鑑を作ってきた四国の印鑑職人が印材に柘植を用いて製作する。そのためゴム印やシヤチハタ印などと違い、「持ち主の実名を記載する」など条件を揃えれば銀行の口座開設印や登記印としても利用できる（ただし、図案化された印章を禁じる役所などでは使用できない場合もある）。

### 二次創作印章について
開設当初からあずまゆきやオダワラハコネ、片桐雛太ら同人・商業で活躍するいわゆる絵師による図案を印章化したり、しらたまによる巫女姿（設定上は「四国出身の印鑑の精霊」）のマスコットキャラクター「柘植（つげ）あかね」を採用したり、コミックマーケット開催前に出展者情報を刻印した「サークル出展者用痛印」を販売したりと同人業界を意識した展開をしており、その需要となり得る漫画やアニメなどのキャラクターの二次創作印章についても独自の取り組みを行っている。すなわち、原則として受注は一次創作物に限るとしながらも、一定以上の希望者がいる作品については痛印堂が一次創作者に直接説明を行い、理解を得られれば二次創作印章も作成可能とするものである。この取り組みにより、2012年10月18日現在『東方Project』と『ひぐらしのなく頃に』のキャラクターについて二次創作の許諾を得たという。